# リチャード・カミー
リチャード・カミー（Richard Commey、1987年3月10日 - ）は、ガーナのプロボクサー。アクラ出身。元IBF世界ライト級王者。

## 来歴
2011年2月26日、プロデビューを果たし2回59秒TKO勝ちを収め白星でデビューを飾った。
2013年3月8日、ビラル・モハメドとIBFコンチネンタルアフリカライト級王座決定戦で対戦し7回1分37秒KO勝ちを収め王座獲得に成功した。
2013年12月26日、プリンス・オフォツとABUアフリカライト級王座決定戦で対戦し8回10秒TKO勝ちを収め王座獲得に成功した。
2014年7月12日、ゲーリー・バックランドとコモンウェルス英国連邦ライト級王座決定戦を行い12回3-0(118-110、2者が117-111)に判定勝ちを収め王座獲得に成功した。なお初めての判定決着だった為デビューからの連続KO勝利は17でストップした。
2015年3月14日、ハウテン州ケンプトン・パークのエンペラーズ・パレスでトンプソン・モクワナと対戦し7回29秒TKO勝ちを収めコモンウェルス王座の初防衛に成功した。
2015年5月22日、ラスベガスのザ・D・ホテル・アンド・カジノでバホディール・ッマディホノフとIBFインターコンチネンタルライト級王座決定戦を行い8回1分48秒TKO勝ちを収め王座獲得に成功した。
2016年9月9日、ペンシルベニア州レディングのサンタンデール・アリーナでダニエル・ジェイコブスVSセルヒオ・モラ第2戦の前座でランセス・バルテレミーの王座返上に伴い空位となったIBF世界ライト級王座決定戦でIBF世界ライト級1位ロバート・イースター・ジュニアと対戦し12回1-2(112-115、113-114、114-113)の判定負けを喫し王座獲得に失敗した。
2016年10月25日、IBF世界ライト級3位のリチャード・カミーとIBF世界ライト級5位のデニス・シャフィコフによるIBF世界ライト級王座挑戦者決定戦の入札が行われ、シャフィコフを擁するプロモーションのウラルの代理として入札に参加したウォーリアーズ・ボクシングが61,000ドル（約635万円）で興行権を落札した。ファイトマネーの分配はカミーが60％の36,600ドル（約380万円）、シャフィコフが40％の24,400ドル（約250万円）で、カミー擁するヴィルフリート・ザウアーラントのザウアーラント・イベントの入札は45,300ドルだった。
2016年12月7日、ロシアでIBF世界ライト級5位のデニス・シャフィコフとIBF世界ライト級王座挑戦者決定戦で対戦し、判定負けを喫した。
2017年3月11日、アクラのブコム・ボクシング・アリーナでWBCインターナショナルライト級シルバー王座決定戦を行い、12回3-0（116-112×2、117-113）の判定勝ちを収め再起する共にWBCインターナショナルシルバー王座の獲得に成功した。
2017年7月20日、ディベラ・エンターテインメントと契約した。 
2019年2月2日、テキサス州フリスコのザ・フォードセンター・アット・ザ・スターにてセルゲイ・コバレフVSエレイデル・アルバレス第2戦の前座で、イサ・チャニエフとIBF世界ライト級王座決定戦で対戦し、2回TKO勝ちで王座獲得に成功した。
2019年4月12日にロサンゼルスでワシル・ロマチェンコと対戦する交渉が進められていたがイサ・チャニエフ戦で負った右拳の怪我の回復に8週間ほどの安静が必要と診断されたため交渉は破断となった。
2019年6月28日、カリフォルニア州でレイムンド・ベルトランと対戦を予定していたが、前日計量でベルトランに1.8ポンドの体重超過があり再計量まで2時間の猶予を与えられるもそれを拒否して計量失格となったため、カミーが勝利した場合のみ王座防衛となる条件で試合は行われ、8回KO勝ちで初防衛に成功した。この試合でコミーは35万ドル（約3700万円）、ベルトランは20万ドル（約2100万円）のファイトマネーを稼いだが、ベルトランは計量失格の罰金としてファイトマネーの20％にあたる4万ドルを支払った。
2019年12月14日、マディソン・スクエア・ガーデンにてテレンス・クロフォード対エギディウス・カバラウスカスの前座でIBF世界ライト級1位のテオフィモ・ロペスと対戦し、2回1分13秒TKO負けを喫し2度目の防衛に失敗、王座から陥落した。
2021年12月11日、ニューヨークのマジソン・スクエア・ガーデンでワシル・ロマチェンコと対戦し、12回判定負けを喫した。

## 獲得タイトル
- IBFコンチネンタルアフリカライト級王座
- ABUアフリカライト級王座
- コモンウェルス英国連邦ライト級王座
- IBFインターコンチネンタルライト級王座
- WBCインターナショナルライト級シルバー王座
- IBF世界ライト級王座(防衛1)